# Zafertepeçalköy, Altıntaş
Zafertepeçalköy là một xã thuộc huyện Altıntaş, tỉnh Kütahya, Thổ Nhĩ Kỳ. Dân số thời điểm năm 2008 là 1.647 người.